# Albert S. Bard
Albert S. Bard (* 19. Dezember 1866 in Norwich, Connecticut; † 25. März 1963 ebenda) war ein US-amerikanischer Rechtsanwalt und Bürgerrechtler in New York City.

## Leben
Von 1901 bis 1935 betrieb der Harvard-Jurist in New York City eine Anwaltskanzlei. 
Bekannt wurde Bard jedoch vor allem als Aktivist für Kunst, Denkmalschutz und Good Governance. Immer wieder strengte er Prozesse gegen korrupte Staats- und Stadtangestellte sowie gegen bestechliche Mitbürger an. Damit zählte er zu den bürgerlichen Reformern, die den Einfluss der berüchtigten Tammany Hall auf die Stadtpolitik bekämpften. Besonders aktiv war er in der Citizens Union und in der von ihm 1909 mit gegründeten Honest Ballot Association, die sich beide gegen die damals in den USA weit verbreitete Praxis der Wahlfälschung einsetzten.
1956 wurde der so genannte „Bard Act“ für den Denkmalschutz erlassen. Seit 1962 wird der Albert S. Bard Award für die Bereicherung des kulturellen und intellektuellen öffentlichen Lebens vergeben.